# خوتوو (استان اشوی‌داشکسیه)
خوتوو (به لهستانی: Chotów) یک منطقهٔ مسکونی در لهستان است که در گمینا کراسوچین واقع شده‌است. خوتوو ۱۸۴ نفر جمعیت دارد.